# Citroën C1
Citroën C1 je miniautomobil, který byl vyráběn v České republice (Ovčáry u Kolína)  automobilkou Citroën ve spolupráci s Toyotou a Peugeotem. Výrobní závod u Kolína začal automobily vyrábět v roce 2005. Od svého vzniku až po 31. prosince 2020 byla kolínská automobilka TPCA join venture podnik výrobců PSA Groupe a Toyota. Od ledna 2021 přešlo vlastnictví ze 100 % na Toyotu, která však pokračovala a poté v lednu 2022 ukončila výrobu aut i pro Peugeot a Citroën.
Byl součástí projektu B-Zero, do kterého patřily i Peugeot 107, Peugeot 108 a Toyota Aygo. Tento projekt byl poprvé představen na Ženevském autosalonu v roce 2005. Automobil má 4 místa k sezení, 3 nebo 5 dveří. Je to hatchback, má délku 3,40 metrů. Designérem je bývalý šéfdesigner Ferrari Donato Coco. V roce 2009 prošel Citroen C1 i Peugeot 107 a Toyota Aygo modernizací (faceliftem), a to zejména designovou. Také se objevuje tzv. dlouhý převod (prodloužený 3. rychlostní stupeň). Není však montován do všech vozidel. Další facelift byl roku 2012. Přinesl LED světla pro denní svícení, a volant lze ovládat menší silou než u předchůdce. V roce 2014 vznikla úplně nová generace C1 s výkonem zvýšeným na 53 kW a emisní normou Euro 6. Daní za větší bezpečnost (robustnost sedadel a karoserie) byl velmi zmenšen prostor pro cestující na zadních sedadlech. Některé vozy byly nově osazeny francouzskými motory 1,2, což je oproti původním motorům Toyota (Daihatsu) technický průšvih - používají totiž rozvodový řemen máčený olejem, o technických problémech s tím spjatých už byla napsána
spousta odborných recenzí. 

## Motory (1. generace)
| Parametry                       | Motory                 | Motory            |
| ------------------------------- | ---------------------- | ----------------- |
| Název                           | 1,0i                   | 1,4 HDi           |
| Zdvihový objem (cm³)            | 998 cm³                | 1398 cm³          |
| Výkon (kW při otáčkách za min.) | 50/6000 obr/min        | 40/4000 obr/min   |
| Točivý moment (Nm na min.)      | 93/3600 obr/min        | 130/1750 obr/min  |
| Palivo                          | benzin OČ 95 a 98 VN   | nafta             |
| Max. rychlost (km/h)            | 157 km/h               | 154 km/h          |
| Zrychlení 0–100 km/h            | 13,7 s                 | 15,6 s            |
| Převodovka                      | manuální, robotizovaná | manuální          |
| Pohon                           | přední                 | přední            |
| Rozměry                         | 3430×1630×1470 mm      | 3430×1630×1470 mm |

## Fotogalerie

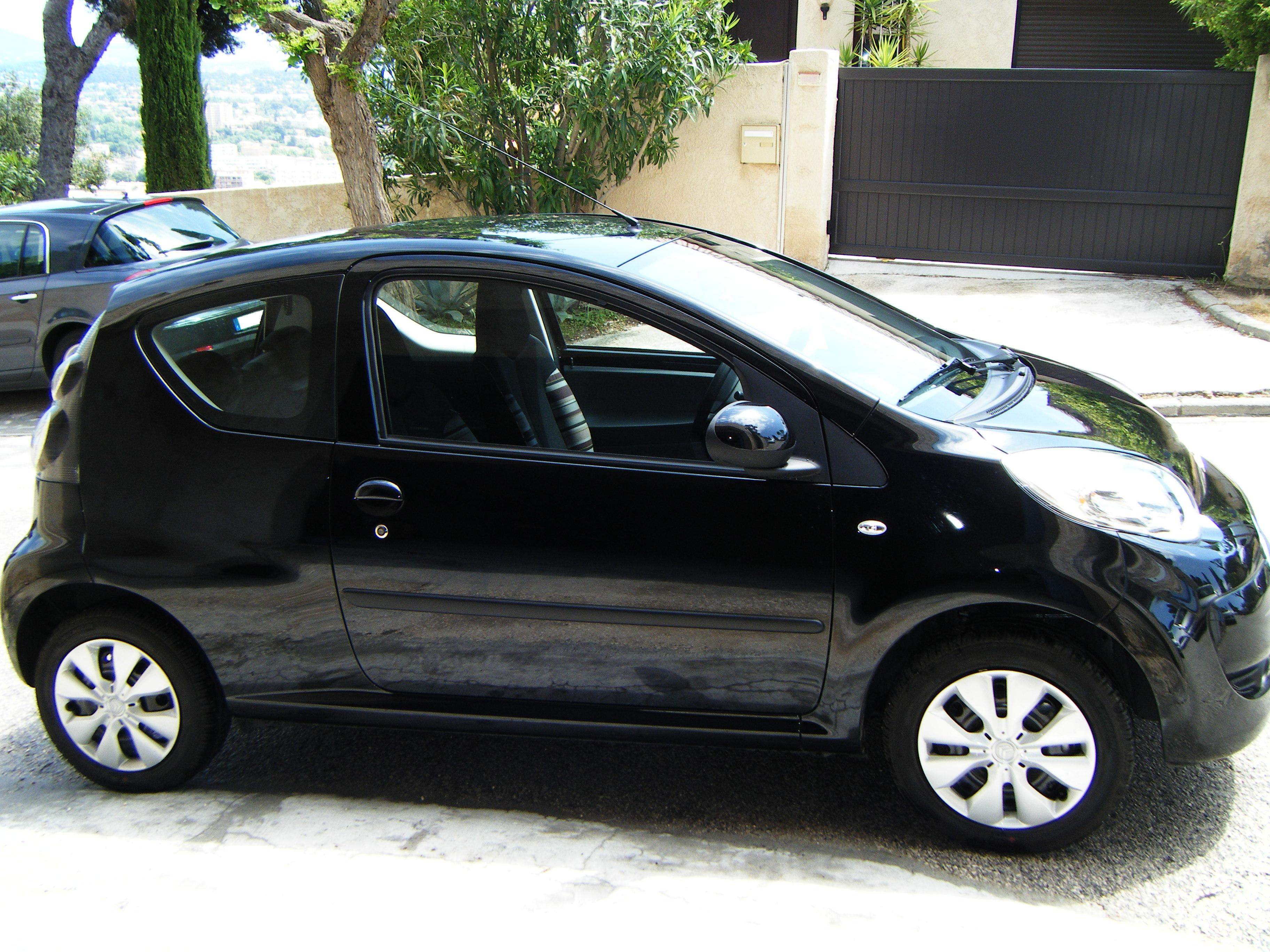
3 dveřová varianta
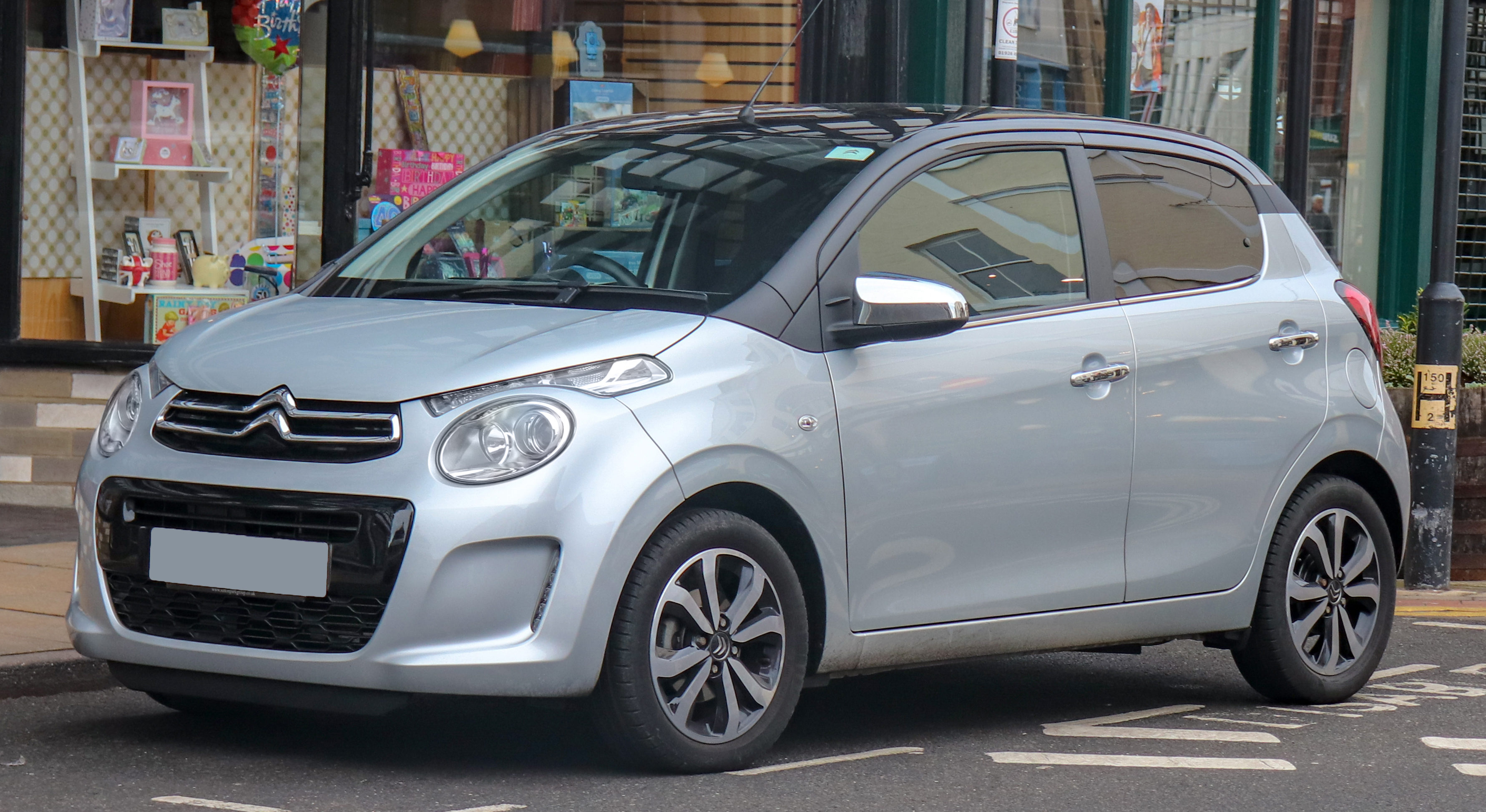
Citroën C1 druhé generace
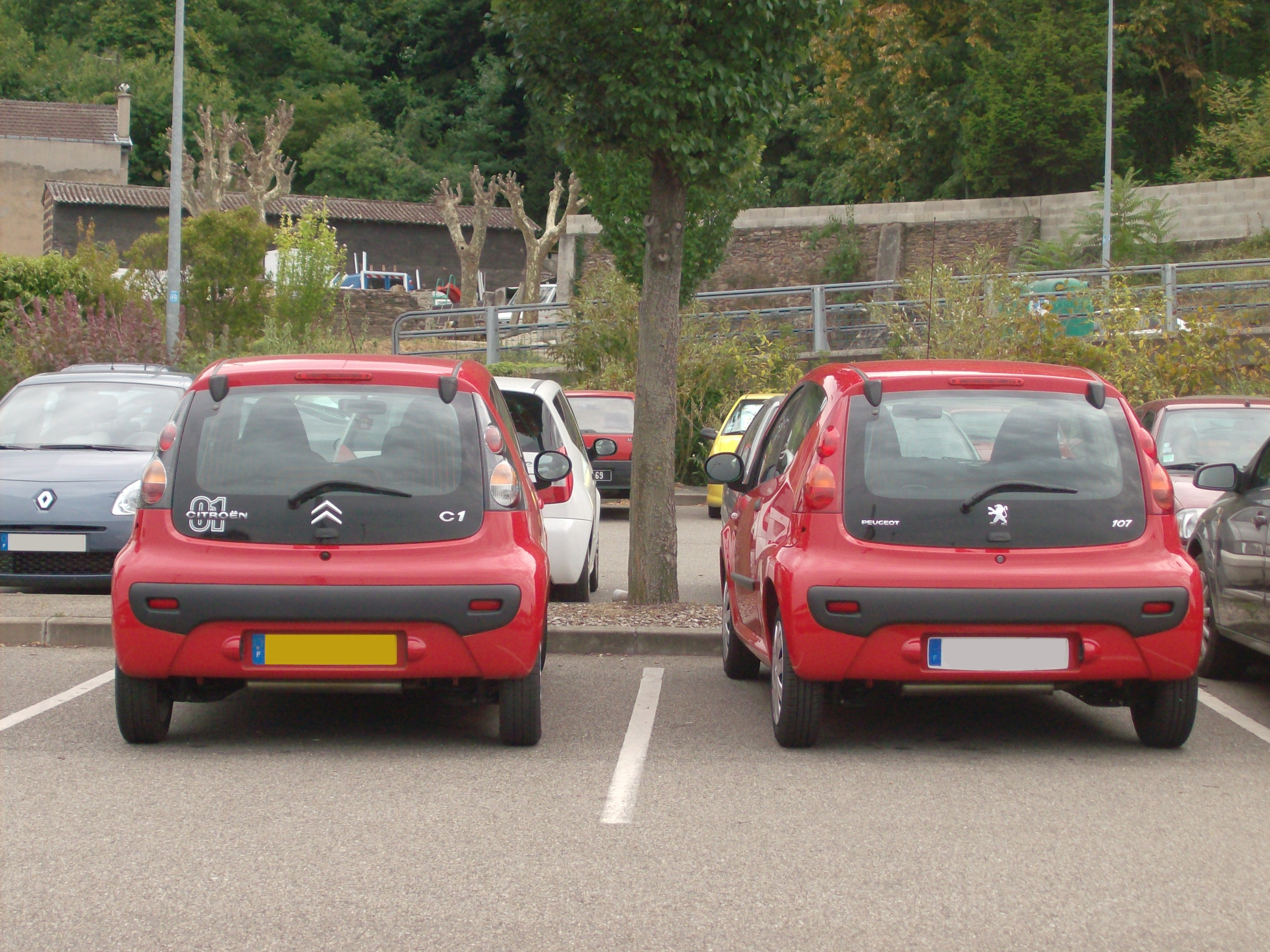
Peugeot 107 a Citroën C1